# Skipp Sudduth
Robert Lee "Skipp" Sudduth IV, född 23 augusti 1956 i Wareham, Massachusetts, är en amerikansk skådespelare. Han är bland annat känd från Ronin, Tredje skiftet och Oz.